# Änkekejsarinnan Guo
Änkekejsarinnan Guo, född okänt år, död 848, var en kinesisk änkekejsarinna, som änka efter kejsar Tang Xianzong och mor till kejsar Tang Muzong. Hon fick aldrig titeln kejsarinna under sin makes regeringstid, då denna titel inte användes för kejsarnas makor under 800-talet, men spelade i allt utom namnet denna roll vid hovet, och fick efter hans död titeln änkekejsarinna av sin son, och fortsatte ha denna ställning under sina sonsöners regeringstider. 